# 龐弗雷特 (馬里蘭州)
龐弗雷特（英語：Pomfret）是位於美國馬里蘭州查爾斯縣的一個普查規定居民點。

## 人口
根據2020年美國人口普查的數據，龐弗雷特的面積為7.10平方千米，當中陸地面積為7.10平方千米，而水域面積為0.00平方千米。當地共有人口514人，而人口密度為每平方千米72.39人。